# Juan de Espinosa (Maler)

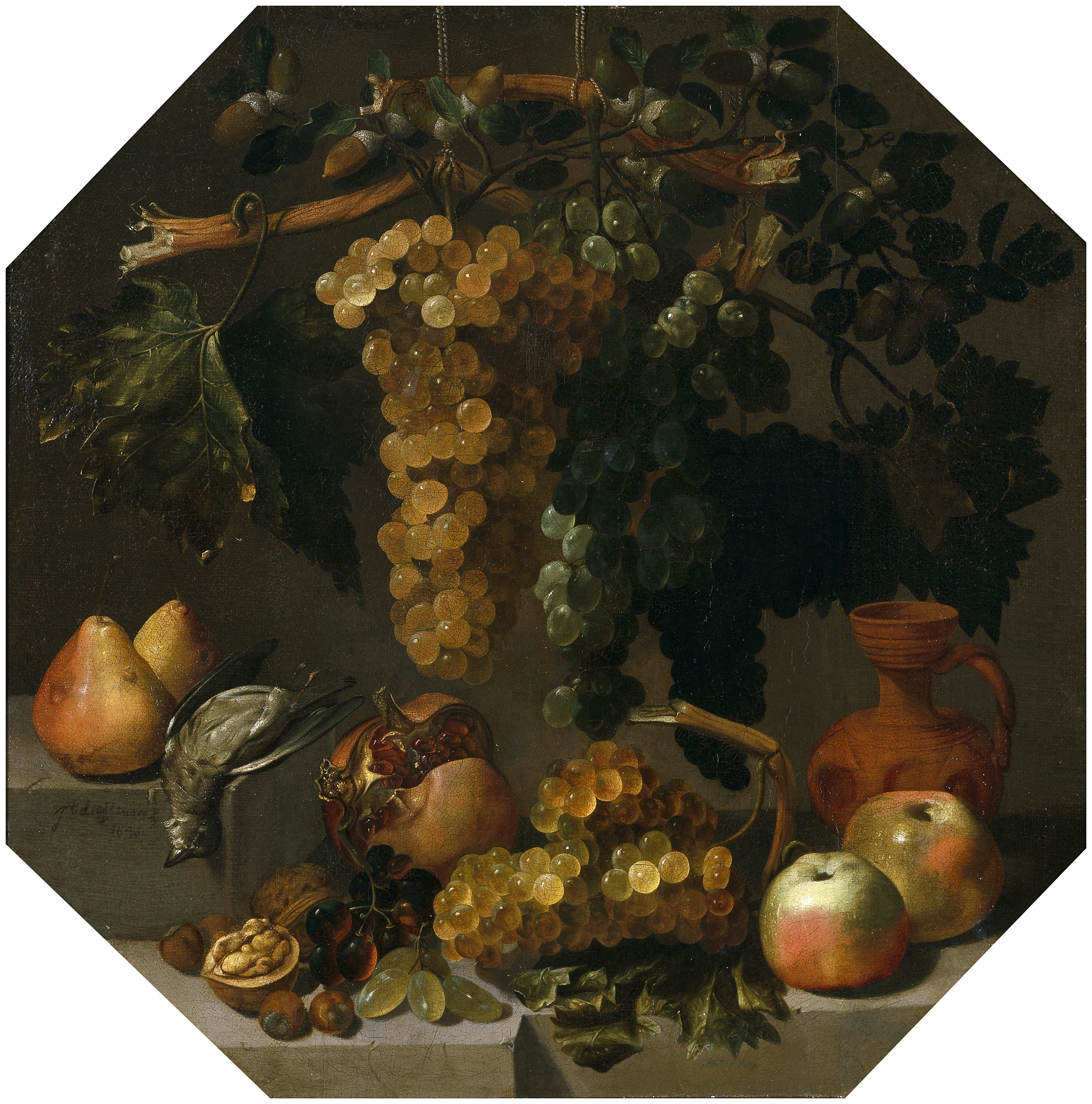
Juan de Espinosa: Achteckiges Bodegón mit Weintrauben, signiert und datiert 1646, Öl auf Leinwand, 67 × 68 cm, Prado, Madrid

Juan de Espinosa (auch: Juan Bautista de Espinosa; dokumentiert von 1619 oder 1628 bis 1659 in Madrid) war ein spanischer Stilllebenmaler des Siglo de Oro.
Es besteht eine Verwechslungsgefahr mit mehreren gleichnamigen Malern: mit dem etwas älteren Juan Bautista de Espinosa (um 1584–um 1641) und einem jüngeren, um 1648 geborenen und in den 1670er Jahren dokumentierten Künstler.

## Leben
Über Juan de Espinosa ist wenig bekannt. Seine Geburt und Herkunft liegen etwas im Dunkeln, die überlieferten Fakten scheinen jedoch nahezulegen, dass er entweder ein uneheliches Kind oder eine adoptierte Waise war. Seine leibliche Mutter war eine Beatríz Rodríguez, Juan wurde jedoch von der 1619 verstorbenen Eugenia de Liévana, der Schwester des Silberschmieds Onofre de Espinosa, aufgezogen. Der letztere war auch Mitglied der Inquisition und vermachte Juan, der auch seinen Nachnamen trug, 1651 testamentarisch 100 Dukaten.
Nicht geklärt ist, ob der hier behandelte Künstler identisch mit einem „Juan Onofre de Espinosa“ ist, der 1621 in Diensten des in Madrid wirkenden Malers Francisco Ortíz de Espinosa stand.
Dokumentiert – nicht zuletzt auch durch seine eigene Unterschrift – sind nur wenige Fakten aus seinem Leben: 1628 heiratete er Ana de Roa, die ihn 1640 in ihrem Testament zu ihrem Alleinerben machte. 1645 war Espinosa Trauzeuge bei der Hochzeit des Malers Francisco de Burgos y Mantilla und 1659 bezeugte er das Testament seines Malerkollegen Pedro Nuñez del Valle. Danach verliert sich seine Spur.

## Werk

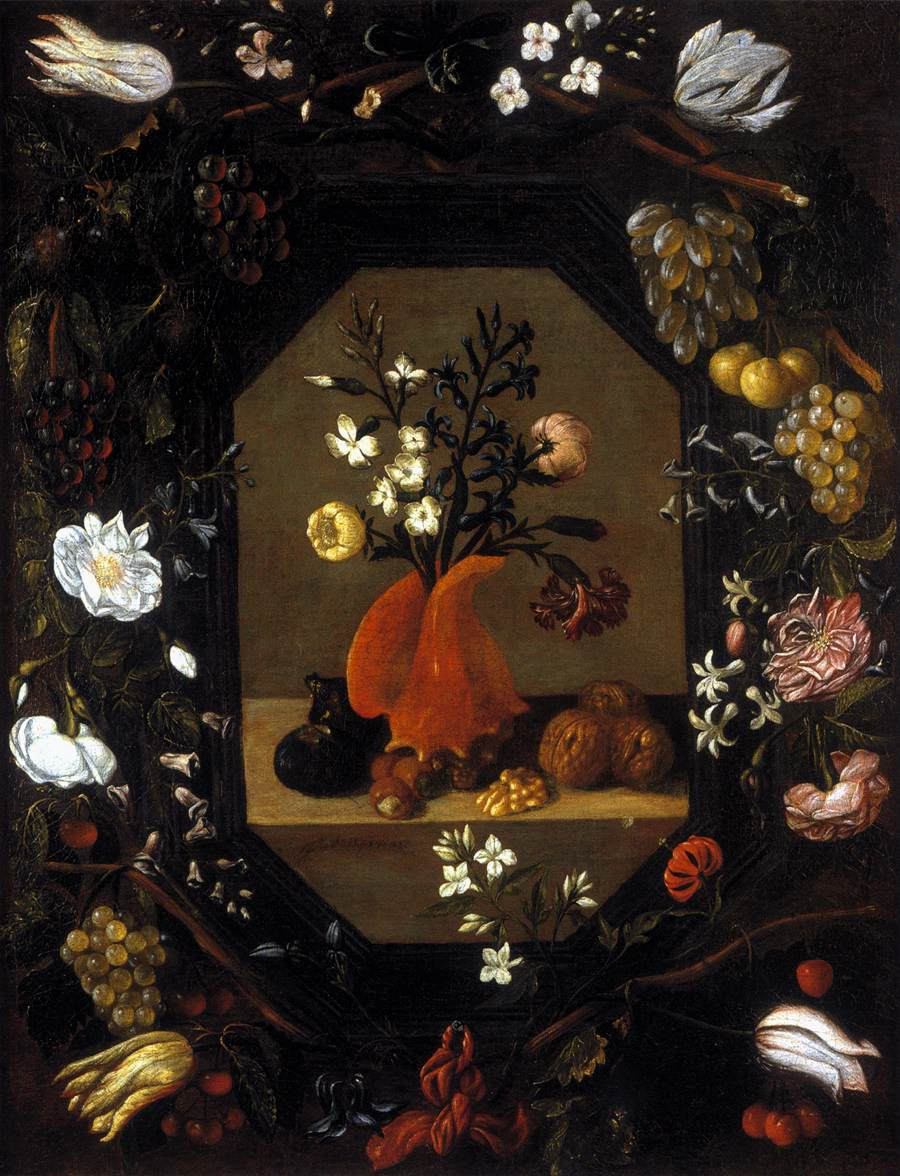
Stillleben mit Blumen in einer Seeschnecke, Nüssen und Feigen in einer Girlande aus Früchten und Blumen, ca. 1645, Öl auf Leinwand, 80 × 61 cm, Privatsammlung

Gemälde von „Juan de Espinosa“ werden in verschiedenen zeitgenössischen Inventaren erwähnt, jedoch ist meistens nicht sicher, welcher Maler gemeint ist.
Als gesichertes Werk gilt ein undatiertes Stillleben, das 1973 vom Louvre erworben wurde und eine Signatur „J. Despinosa“ trägt (Abbildung unten). Das Gemälde zeigt mehrere hängende und liegende Weintrauben, Muscheln, einen Blumenstrauß aus Narzissen, Rosen und Nelken, zwei lebende Vögel und einen Flakon aus rotem mexikanischem Ton, wie sie damals zum Aromatisieren von Wasser verwendet wurden und häufig auf spanischen Stillleben zu sehen sind. Die Objekte werden ungewöhnlicherweise auf einer hölzernen Unterlage präsentiert.
Ein 1646 datiertes und signiertes Achteckiges Bodegón mit Weintrauben besitzt der Prado (Abbildung ganz oben). Zu den hängenden und liegenden Trauben und dem mexikanischen Tongefäß gesellen sich hier Äpfel, Birnen, Nüsse, Eicheln, ein offener Granatapfel und ein toter Vogel auf einer steinernen, gestuften Unterlage, wie man sie ähnlich bei Juan van der Hamen und anderen spanischen Malern findet. Das Gemälde im Prado ist von auffällig höherer Qualität als das zuvor erwähnte, aber dokumentarisch wichtige Bild des Louvre.
Stilistisch ist Espinosas Malerei vom tenebristischen Naturalismus des Frühbarock geprägt und von einem gekonnten Umgang mit dem Chiaroscuro, bei leuchtenden, sensibel abgestuften Farben. Seine Weintrauben wirken auf realistische Weise transparent.
Ausgehend von diesen Werken wurden dem Maler andere Bilder zugeordnet, die grundsätzlich ebenfalls Weintrauben zeigen, oft mit roten Tongefäßen, Muscheln und/oder Vogel, beispielsweise auch bei einem kleinen Bodegón mit totem Vogel im Prado, das 1651 in der Sammlung von Gaspar Méndez de Haro y Guzmán beschrieben wurde (Abbildung unten). Man geht bei einigen dieser Bilder von einer christlichen, eucharistischen Symbolik aus, besonders, wenn es sich bei dem Vogel um einen Distelfink handelt, der eines der bekannten Symboltiere von Jesus Christus ist.
Die scheinbare Spezialisierung Espinosas auf (hängende) Weintrauben wird oft in einem Zusammenhang mit dem Werk des seinerzeit berühmten El Labrador gesehen, dessen Werke jedoch rar waren.
Des Weiteren existieren andere formal teilweise originelle Stillleben von Espinosa, darunter ein signiertes Girlandenbild mit einem Stillleben als Mittelmotiv (Abbildung oben rechts) sowie signierte Darstellungen kleiner Fontänen aus Muscheln und Seeschnecken, die von Trauben und Blumen bekrönt werden.

## Bildergalerie

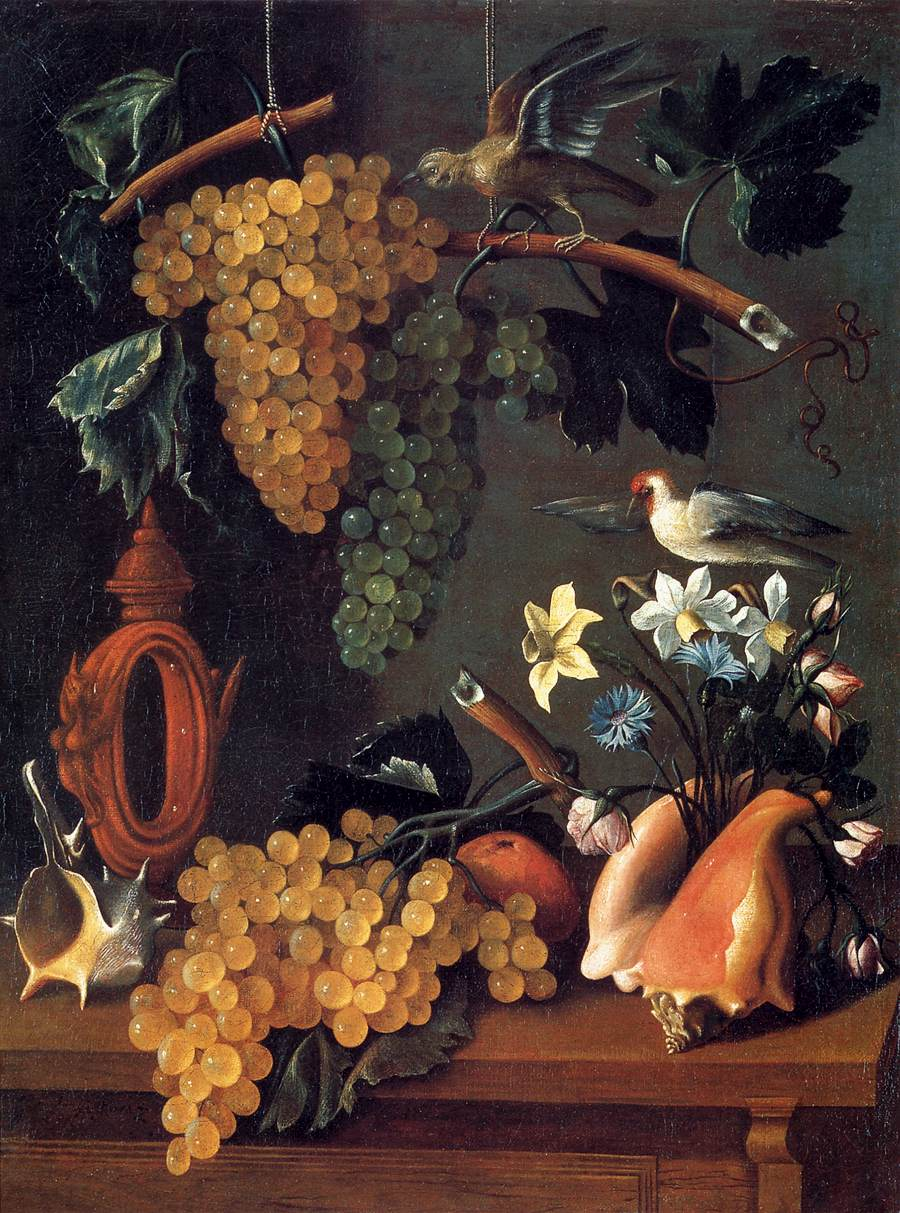
Stillleben mit Weintrauben, Blumen und Muscheln, sign. „J. Despinosa“, Öl auf Leinwand, 83 × 62 cm, Louvre, Paris
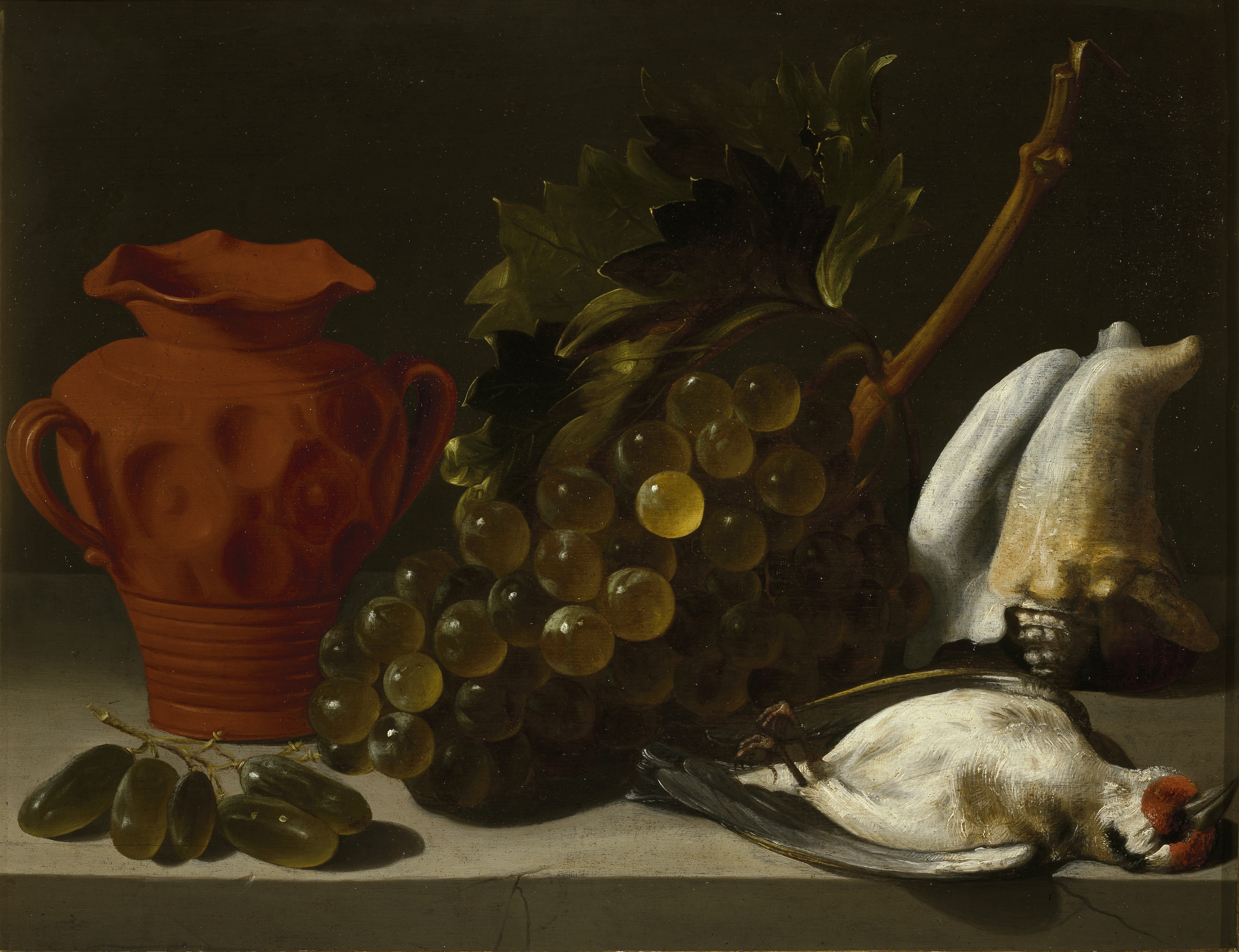
Kleines Bodegón mit totem Distelfink, 1651, Öl auf Leinwand, 23 × 30 cm, Prado, Madrid
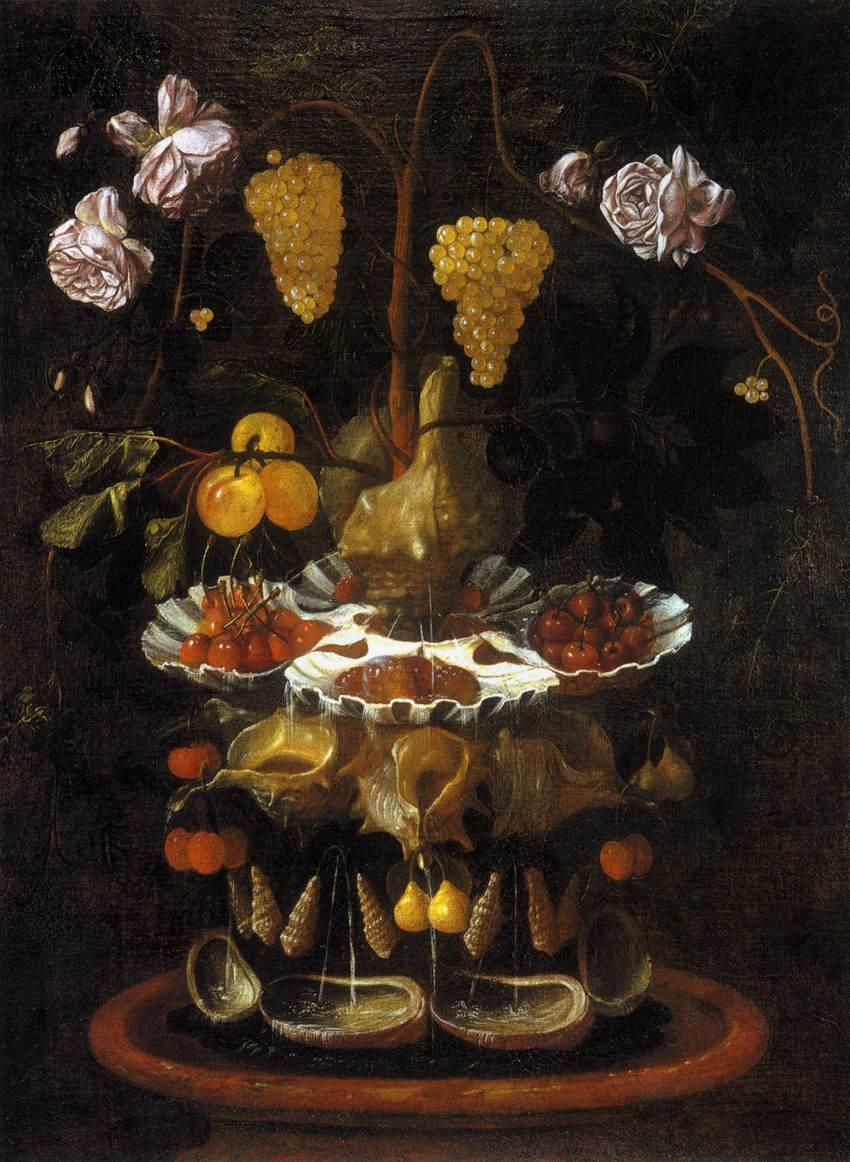
Eine Muschel-Fontäne mit Trauben, Rosen und anderen Früchten, 1645, 80 × 61 cm, Privatsammlung